# Thoisy-le-Désert
Thoisy-le-Désert is een gemeente in het Franse departement Côte-d'Or (regio Bourgogne-Franche-Comté) en telt 187 inwoners (2005). De plaats maakt deel uit van het arrondissement Beaune.

## Geografie
De oppervlakte van Thoisy-le-Désert bedraagt 13,4 km², de bevolkingsdichtheid is 14,0 inwoners per km².
De onderstaande kaart toont de ligging van Thoisy-le-Désert met de belangrijkste infrastructuur en aangrenzende gemeenten.

## Demografie
Onderstaande figuur toont het verloop van het inwonertal (bron: INSEE-tellingen).